# Diodotos II
Diodotos II Theos (Tiếng Hy Lạp: Διόδοτος Θεός; qua đời vào khoảng năm 225 TCN) là vị vua thứ hai của vương quốc Hy Lạp-Bactria. Cha của ông là vua Diodotos I, ông ta đã đưa Bactria thoát khỏi ách cai trị của nhà Seleukos và sáng lập ra vương quốc Hy Lạp-Bactria. Diodotos II có thể đã cùng cai trị với vua cha trong một khoảng thời gian ngắn trước khi chính thức kế vị vào năm 235 TCN. Ông đã liên minh với người Parthia để chống lại những nỗ lực nhằm khôi phục lại vùng đất Bactria của nhà Seleukos. Vào khoảng năm 225 TCN, Euthydemos I đã nổi dậy làm phản và lật đổ triều đại của ông.
Apollodoros của Artemita đã ghi chép lại về cuộc đời của Diodotos trong tác phẩm Lịch sử Parthia thế nhưng tác phẩm này hiện nay đã không còn nữa và những tác phẩm khác chỉ đề cập thoáng qua về ông. Do đó, phần lớn các thông tin về cuộc đời và sự nghiệp của Diodotos chủ yếu được phục dựng lại nhờ vào những nghiên cứu về tiền xu.

## Bối cảnh

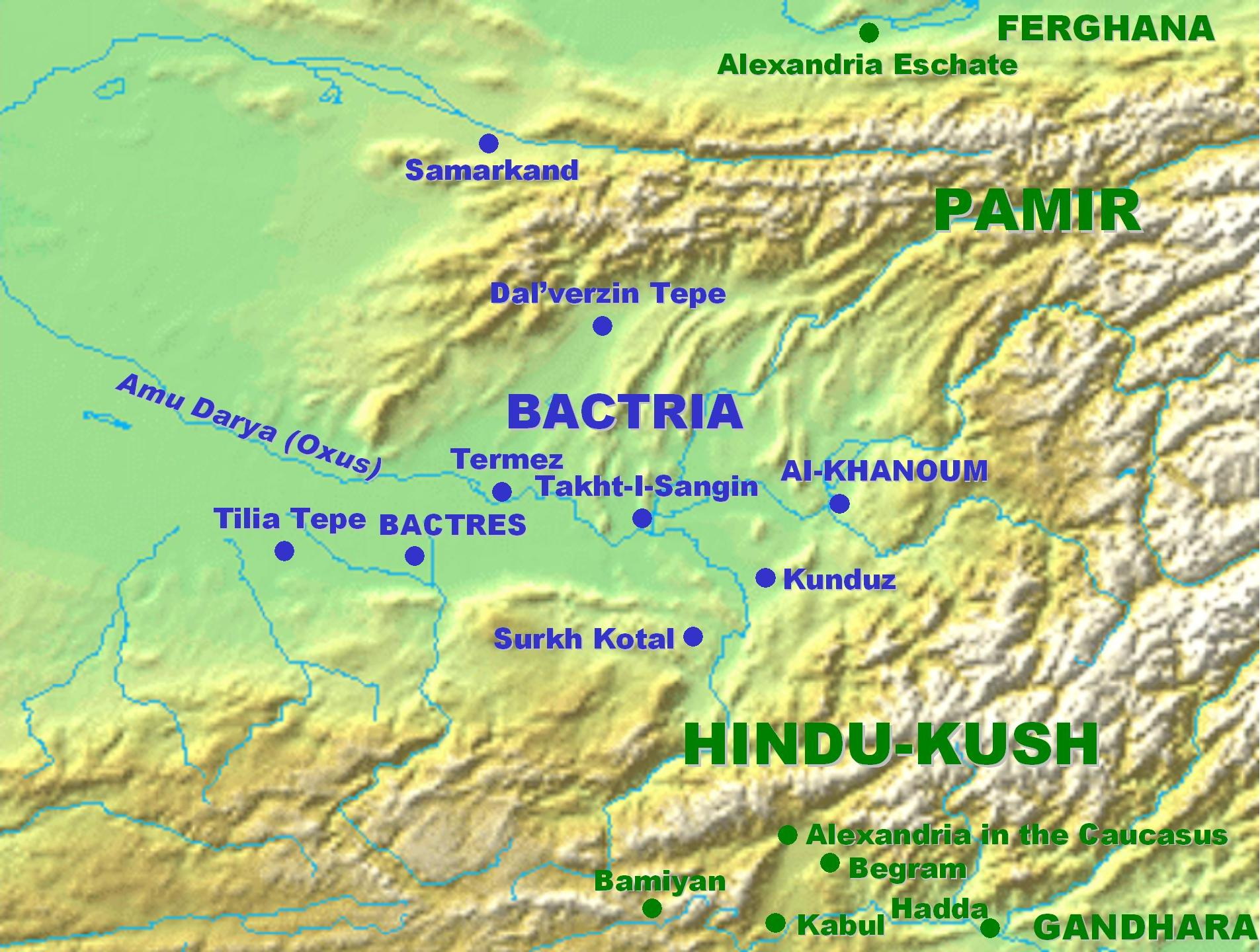
Bản đồ các thành phố quan trọng ở Bactria.

Đế quốc Seleukos đã sáp nhập Bactria và các vùng đất lân cận trong giai đoạn từ năm 308 tới năm 305 TCN và biến vùng đất này thành một tỉnh của đế quốc. Vua Diodotos I đảm nhiệm chức vụ satrap (tổng đốc) của Bactria vào khoảng thập niên 260 TCN và đã từng bước đưa Bactria giành độc lập thoát khỏi sự cai trị của vị vua nhà Seleukos là Antiochos II Theos (261-246 TCN). Đỉnh điểm của quá trình này đó là sự kiện Diodotos I xưng vương và sáng lập nên vương quốc Hy Lạp-Bactria, tuy nhiên thời điểm diễn ra sự kiện này vẫn chưa được xác định rõ và nó được cho là diễn ra trong khoảng thời gian từ năm 255 tới năm 245 TCN.
Những đồng tiền xu được đúc dưới triều đại của Diodotos I có nguồn gốc đến từ hai xưởng đúc tiền khác nhau. Những đồng tiền xu mô tả bức chân dung của một người đàn ông già dặn trên mặt trước thì thường được xác định là thuộc về vua Diodotos I, còn những đồng tiền xu đến từ xưởng đúc tiền kia thì lại mô tả một bức chân dung trẻ hơn và theo Frank L. Holt thì đây chính là Diodotos II. Ông ta nêu giả thuyết cho rằng Diodotos đã được giao trọng trách cai quản một phần lãnh thổ của vương quốc cùng với một xưởng đúc tiền thứ hai. Đây chính là hình mẫu được nhà Seleukos tạo ra trước đó: thái tử sẽ đảm nhiệm vai trò đồng nhiếp chính và được giao trọng trách cai quản các tỉnh phía đông (bao gồm cả Bactria). Vùng đất được giao cho Diodotos II cai quản hiện vẫn chưa rõ; Holt đã đề xuất một cách không chắc chắn rằng ông đã cai quản vùng đất phía Tây vốn hay bị người Parthia tấn công và căn cứ địa của ông được đặt tại Bactra.

## Triều đại
Vua Diodotos I đã từng đánh đuổi vua Arsaces của người Parni ra khỏi Bactria dưới triều đại của mình. Arsaces sau đó đã xâm lược Parthia và thiết lập vương quốc của ông ta ở khu vực đông bắc Iran ngày nay. Diodotos I vẫn coi người Parni là kẻ thù trong suốt giai đoạn sau của triều đại. Tuy nhiên, Diodotos II đã đảo ngược chính sách của vua cha sau khi lên ngôi:
Không lâu sau khi hân hoan vì nhận được tin về cái chết của Diodotos, Arsaces đã giảng hòa và thiết lập một liên minh với người con trai cũng tên là Diodotos; Một khoảng thời gian sau đó khi Seleukos đem quân tới đánh dẹp những kẻ nổi loạn, ông ta đã kháng cự và giành được thắng lợi: người Parthia đã tôn vinh thắng lợi này như là chiến thắng đánh dấu sự khởi đầu cho nền độc lập của họ— Justin, 41.4
Trận chiến giữa Seleukos II và Arsaces diễn ra vào khoảng năm 228 TCN. Chúng ta hiện vẫn chưa rõ là Diodotos II có tham gia vào cuộc chiến này hay đơn giản chỉ là giữ thái độ trung lập, tuy nhiên điều này cũng đã giúp Arsaces có thể tập trung toàn bộ binh lực để đối phó với cuộc xâm lược của nhà Seleukos.
Sau sự kiện trên, Diodotos đã bị Euthydemos I lật đổ vào khoảng năm 225 TCN, ông ta tiếp đó sáng lập ra triều đại Euthydemos. W. W. Tarn nêu giả thuyết rằng Diodotos I đã cưới một công chúa nhà Seleukos làm vợ hai và có môt người con gái với bà, nàng công chúa này sau đó đã cưới Euthydemos và điều này khiến cho ông ta trở thành em rể của Diodotos II. Tuy nhiên, không có bằng chứng nào cho thấy sự tồn tại của những người phụ nữ này và giả thuyết này cũng không được giới học giả chấp nhận. Không những vậy các bằng chứng khảo cổ học còn cho thấy thành phố Ai-Khanoum đã bị vây hãm vào khoảng năm 225 TCN, do đó Holt cho rằng sự kiện này có liên quan với sự nổi loạn của Euthydemos. Dường như đã có một cuộc nội chiến diễn ra và Euthydemos sau đó đã giành được thắng lợi-các bằng chứng về nghiên cứu tiền xu có thể chứng thực cho điều này.
Hầu hết các học giả đều coi liên minh của Diodotos II với Arsaces là nhằm đối phó lại với mối đe dọa tới từ Seleukos II. Tarn đề xuất rằng sự tiếm vị của Euthydemos I chính là hậu quả của liên minh này. Tuy nhiên, Frank Holt lại bác bỏ tất cả các giả thuyết trên: ông ta coi liên minh với Arsaces là để nhằm đối phó với Euthydemos.

## Tiền xu

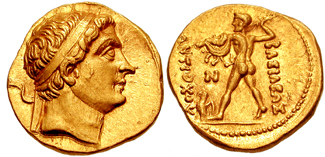
Đồng stater bằng vàng của Diodotos I cùng với dòng chữ Hy Lạp ΒΑΣΙΛΕΩΣ ΑΝΤΙΟΧΟΥ – "Vua Antiochos"

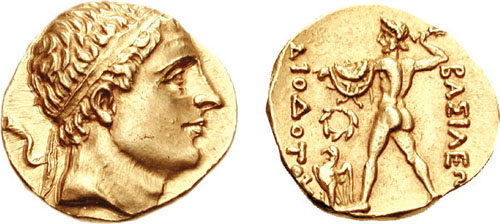
Đồng stater bằng vàng của Diodotos II cùng với dòng chữ Hy Lạp ΒΑΣΙΛΕΩΣ ΔΙΟΔΟΤΟΥ – "Vua Diodotos"

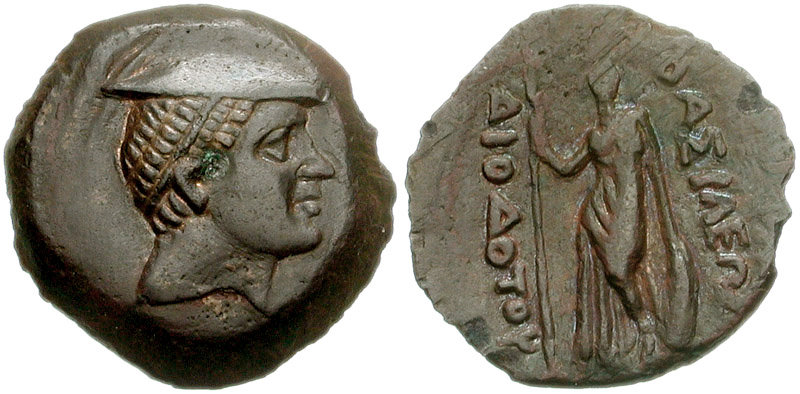
Đồng chalkous bằng đồng của Diodotos I cùng với dòng chữ Hy Lạp ΒΑΣΙΛΕΩΣ ΔΙΟΔΟΤΟΥ – "Vua Diodotos" (Loại H)

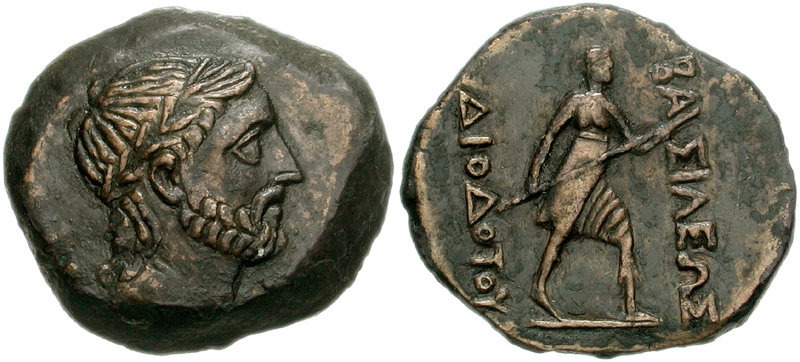
Đồng chalkous bằng đồng của Diodotos I cùng dòng chữ Hy Lạp ΒΑΣΙΛΕΩΣ ΔΙΟΔΟΤΟΥ – "Vua Diodotos" (Loại I)

Diodotos II đã tiếp tục cho đúc phần lớn các mẫu tiền xu do cha ông tạo ra. Hai xưởng đúc tiền của ông đã đúc ra các loại tiền xu bằng vàng, bạc và đồng. Những đồng tiền giá trị cao nhất là các đồng stater bằng vàng cùng với các đồng tetradrachm, drachm và hemidrachm bằng bạc được đúc theo tiêu chuẩn Attica. Mặt trước của những đồng xu này có hình ảnh phần đầu của một người đàn ông đang đeo một dải băng quấn vòng quanh đầu cùng với hai đoạn xõa xuống lưng, đây chính là biểu tượng đại diện cho vương quyền của người Hy Lạp và được sử dụng từ thời của Alexandros đại đế trở đi. Ở mặt sau của những đồng xu này là hình ảnh thần Zeus đang chuẩn bị ném tia sét của vị thần này. Như đã đề cập ở trên, có hai bức chân dung khác nhau xuất hiện trên mặt trước của những đồng tiền xu này dưới triều đại của Diodotos I, bức chân dung già dặn ('loại A') được coi là của Diodotos I còn bức chân dung trẻ trung hơn ('loại C và E') được cho là của Diodotos II. Loại A và C có thể đã được đúc tại Ai-Khanoum hoặc là ở Bactra, còn loại E thì lại được đúc ở một xưởng đúc tiền khác và Frank Holt giả định rằng đó là ở Bactra. Xưởng đúc tiền này đúc những đồng xu có chất lượng kém hơn và khối lượng nhỏ hơn so với xưởng đúc tiền ở Ai-Khanoum/Bactra. Ông ta nêu giả thuyết cho rằng loại C đã được đúc tại xưởng đúc tiền chính để khẳng định địa vị thái tử của Diodotos II.
Sau một khoảng thời gian gián đoạn, cả hai xưởng đúc tiền này đều chỉ đúc những đồng xu với bức chân dung trẻ hơn cùng với dòng chữ lúc này đọc là Βασιλεωσ Διοδοτου ('Vua Diodotos', 'loại D và F') thay vì là ΒΑΣΙΛΕΩΣ ΑΝΤΙΟΧΟΥ ('vua Antiochos') giống như các đồng xu trước đó. Holt cho rằng nguyên nhân của sự gián đoạn này là do Diodotos I lúc này đã qua đời và Diodotos II tiếp đó lên kế vị ông ta. Sự thay đổi chữ khắc trên các đồng tiền xu dường như cho thấy rằng Bactria đã tuyên bố độc lập hoàn toàn và không còn chịu lệ thuộc vào nhà Seleukos.
Trong suốt triều đại của mình, Diodotos II chỉ cho đúc tiền xu ở mức độ vừa phải. Vào giai đoạn cuối triều đại, ông đã bắt đầu cho đúc tiền với quy mô lớn hơn cùng với những đồng tiền vàng có khối lượng nặng hơn so với trước kia. Ngoài ra, ông còn cho đúc những đồng xu với chân dung theo phong cách lý tưởng hóa của Diodotos I ('loại B') ở xưởng đúc tiền thứ hai. Frank Holt coi những điều này là hệ quả của cuộc nội chiến nổ ra giữa Diodotos II và Euthydemos. Ông ta lập luận rằng việc đúc tiền trên quy mô lớn hơn là để có đủ tiền trả lương cho một lượng lớn binh sĩ nhằm đối phó với một mối đe dọa về mặt quân sự trong khi những đồng tiền xu loại B có thể là nhằm khẳng định sự chính thống cho triều đại của Diodotos II.
Diodotos II cũng cho ban hành tiền xu bằng đồng. Ban đầu, mặt trước của những đồng xu này có thiết kế giống với loại tương tự của vua Diodotos I: hình tượng thần Hermes đang đội một chiếc mũ petasus ('Loại H'). Tuy nhiên, thiết kế mặt sau lại khác: hình ảnh thần Athena đang chống cây giáo cùng với dòng chữ "Βασιλεωσ Διοδοτου" ("Vua Diodotos"). Dạng tiền xu này có bốn loại đơn vị: 'dichalkon' (nặng khoảng 8.4 g và có đường kính là 20–24 mm), 'chalkous' (nặng 4.2 g và đường kính là 14–18 mm),' lepton' (nặng 2.1g và đường kính là 10–12 mm) và một 'hemi-lepton' (nặng 1 g và đường kính là 8–10 mm). Dường như chỉ có hai loại đầu là được chứng thực dưới triều đại của Diodotos I. Giá trị của những đồng xu này hiện vẫn chưa được xác định chắc chắn; một đồng chalkous có giá trị bằng 1/48 một đồng drachm bằng bạc. Sau lần lưu hành đầu tiên này, Diodotos đã cho ban hành những mẫu thiết kế mới ('Loại I'). Ở mặt trước của dichalkon và chalkous là hình tượng thần Zeus (ngoại trừ một lần là chân dung của nhà vua, đây có thể là do nhầm lẫn), còn ở trên mặt sau là nữ thần Artemis. Mặt trước của loại lepton là hình tượng đại bàng và ở mặt sau là hình ảnh ống tên (đây lần lượt là biểu tượng của thần Zeus và thần Artemis). Những đồng tiền xu này được tìm thấy rất nhiều trong các cuộc khai quật ở Ai-Khanoum và còn được tìm thấy ở cả Gyaur Gala (Merv, Turkmenistan) và Takhti-Sangin nhưng không nhiều bằng. Sự dồi dào của các đồng tiền xu bằng đồng này với giá trị mang tính tượng trưng và đặc biệt là các loại đơn vị nhỏ nhất cho thấy rằng ở quá trình tiền tệ hóa đã không ngừng gia tăng ở Bactria dưới triều đại của Diodotos II.
Hình ảnh của Diodotos II cũng đã xuất hiện trên những đồng tiền xu kỷ niệm của các vị vua Hy Lạp-Bactria sau này như Agathocles và Antimachos. Những đồng tiền xu này phỏng theo thiết kế ban đầu của đồng tetradrachm được Diodotos II cho lưu hành và có khắc dòng chữ là Διοδοτου Θεου ('Diodotos Theos').